# Cantuaria myersi
Cantuaria myersi är en spindelart som beskrevs av Forster 1968. Cantuaria myersi ingår i släktet Cantuaria och familjen Idiopidae. Inga underarter finns listade.